# Гагаринское (Акмолинская область)
Гагаринское (каз. Гагаринское) — упраздненное село в Жаркаинском районе Акмолинской области Казахстана. Входило в состав ныне упраздненного Шалгайского сельского округа. Исключено из учетных данных в 2005 году.

## География
Село располагалось на берегу реки Терисаккан в 98 км на восток от центра района города Державинск.

## Население
В 1989 году население села составляло 753 человек (из них казахов 33%, русских 24%).
В 1999 году население села составляло 34 человека (23 мужчины и 11 женщин).
| Численность населения | Численность населения |
| 1989                  | 1999                  |
| --------------------- | --------------------- |
| 753                   | ↘34                   |